# Tub termoretràctil

Animació d'un macarró retràctil sotmès a la calor

El tub termoretràctil, pel·lícula termoretràctil o macarró termoretràctil és una pel·lícula, amb diferents formes i mides, que quan se sotmet a una font de calor (forn, flama, aire calent, etcètera), es retreu fins aproximadament un 50 % de la mida inicial, amb gran adhesió a l'objecte al voltant del qual s'embolica. Després de refredar-se, la pel·lícula conserva la nova forma.
Els tubs retràctils s'obtenen mitjançant extrusió de bombolla i poden estar constituïts per polietilè, PTFE, PVDF, PVC, neoprè, elastòmer de silicona o Viton.

## Procediment
El tub no encogit s'instal·la al cable abans de fer la connexió i, després, llisca cap avall per cobrir la junta després de fer-la. Si l'ajust és ajustat, es pot aplicar lubricant de silicona sense comprometre el material termoretràctil. A continuació, es redueix el tub per embolicar-se fermament al voltant de la junta escalfant-se en un forn o amb una pistola d'aire calent o una altra font de flux de gas calent. Els mètodes convenients però menys consistents per encongir el tub inclouen un soldador subjectat a prop del tub però sense tocar-lo, o la calor d'un encenedor. La calor incontrolada pot provocar una contracció desigual, danys físics i fallades d'aïllament, i els proveïdors de termoretràctils no recomanen aquests mètodes. Si s'escalfa en excés, el tub retràctil es pot fondre, cremar-se o incendiar-se com qualsevol altre plàstic. L'escalfament fa que el tub es contragui entre la meitat i la sisena part del seu diàmetre original, depenent del material utilitzat, proporcionant un ajustament perfecte sobre les juntes de forma irregular. També hi ha una contracció longitudinal, normalment no desitjada i en menor mesura que l'estrenyiment, d'un 6%. El tub proporciona un bon aïllament elèctric, protecció contra la pols, els dissolvents i altres materials estranys i l'alleujament de la tensió mecànica, i es manté mecànicament en el seu lloc (tret que estigui malament sobredimensionat o no estigui encongit adequadament) pel seu ajustament ajustat.

## Fabricació
El tub termoretràctil va ser inventat per Raychem Corporation el 1962. Està fabricat amb un material termoplàstic com la poliolefina, fluoropolímer (com FEP, PTFE o Kynar), PVC, neoprè, elastòmer de silicona o Viton.
El procés per fer tubs termoretràctils és el següent: Primer s'escull el material en funció de les seves propietats. El material sovint es combina amb altres additius (com ara colorants, estabilitzants, etc.) depenent de l'aplicació. S'extrudeix un tub inicial de la matèria primera. A continuació, el tub es porta a un procés separat on es reticula, normalment mitjançant radiació. L'enllaç creuat crea una memòria al tub. A continuació, el tub s'escalfa just per sobre del punt de fusió cristal·lí del polímer i s'expandeix de diàmetre, sovint col·locant-lo en una cambra de buit. Mentre està en estat expandit, es refreda ràpidament. Més tard, quan s'escalfa (per sobre del punt de fusió cristal·lí del material) per l'usuari final, el tub es redueix a la seva mida original extruïda.
El material sovint està reticulat mitjançant l'ús de feixos d'electrons, peròxids o humitat. Aquesta reticulació crea la memòria al tub perquè pugui tornar a encongir-se a les seves dimensions extruïdes originals en escalfar-se, produint un material anomenat tub retràctil. Per a ús a l'aire lliure, els tubs termoretràctils sovint inclouen un estabilitzador UV.

## Usos
S'utilitza principalment per embolicar objectes per assegurar-ne l'estabilitat i la protecció. S'aplica per exemple, en l'embalatge de les mercaderies als palets o per encongir els maneguets utilitzats en electrònica per donar més solidesa als connectors elèctrics o als packs de bateries.
Els tubs retràctils també s'utilitzen com una alternativa a la pintura, per sostenir i donar un acabat brillant de color a materials porosos com ara la fusta. Un ús d'aquest tipus és per exemple en el recobriment dels avions de fusta.

## Principals estàndards i certificats
- UL224-2010[7]
- SAE AS23053[8]
- ASTM D 2671[9]
- ASTM D3150[10]
- VW-1[11]